# بای‌گوسکاروو
بای‌گوسکاروو (انگلیسی: Bayguskarovo) یک شهرک در شهرستان خایبولینسکی استان باشقیرستان کشور روسیه است.